# Боћарски савез Србије
| Боћарски савез Србије” | |
|                        | |
| Датум оснивања:        | 1958. (Као Боћарски савез Југославије) 4. јун 1989 (Као Боћарски савез Београд) 12. април 1992. (Као Боћарски савез Србије) |
| Седиште:               | Атанасије Пуље 42, · Земун Србија                                                                                           |
| Званична презентација  | Званични веб-сајт |

Боћарски савез Србије је организација која представља и управља боћање у Србији. Основан је 1992. године, а организује и управља такмичења из све четири боћарске асоцијације. Седиште савеза се налази у Београду, на адреси Атанасија Пуље 42.

## Историјат
Први регистровани боћарски клубови у Србији појављују се седамдесетих година 20. века, а први регистровани клуб био је „Пријатељи” основан 1972. године. Након њега оснивају се клубови „Браћа Рибар” 1975. године, „Авала” 1978. године и „Сутјеска” 1979. године. Ови клубови заједно са БК „Париска комуна” основаним 1989. године потписују самоуправни споразум о удруживању у Боћарски савез Београда. Оснивачка скупштина је одржана 4. јуна 1989. године.
Боћарски савез Београд трансформисао се 12. априла 1992. године у Боћарски савез Србије, а први председник био је Саво Бјелобрк, док је први секретар био Милан Живковић.
Данас Боћарски савез Србије организује такмичења из све четири боћарске асоцијације.